# Svatý Eligius
Svatý Eligius (latinsky sanctus Eulogius /v lat. vyznam "vyvolený"/, francouzsky saint Éloi, italsky Sant'Eligio (di Noyon), v Bretani Allor); narozen asi 588 Chaptelat u Limoges – 1. prosince 660 Noyon) byl zlatník, rádce, mincmistr a ministr financí merovejských králů a biskup v Noyonu. Je patronem zlatníků, kovářů, podkovářů a numismatiků. Jeho svátek se slaví 1. prosince, v některých zemích, jako například v Čechách, se od středověku slavila také přenesení jeho ostatků (translatio) 25. června.

## Život a působení

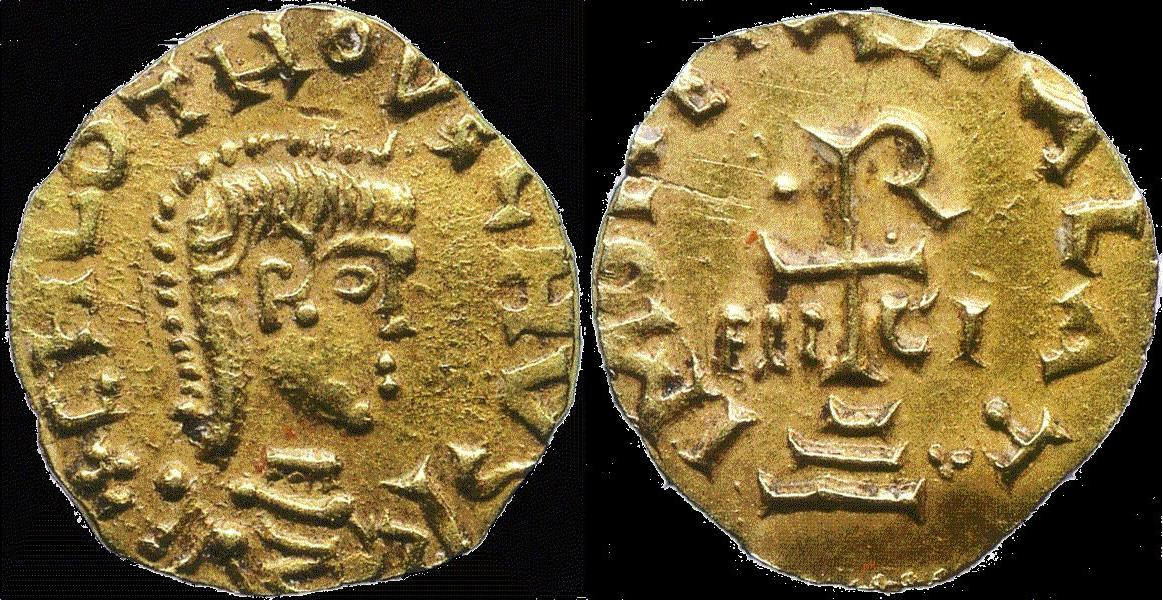
Zlatá mince Chlodvíka II., na reversu pod křížem značka mincmistra ELI CI

1. Podle starší a oficiální verze legendy se narodil ve vzdělané a vlivné galsko-románské rodině v Chaptelatu (dnešní departement Haute-Vienne). Vyučil se zlatníkem v Limoges a pak odešel do Neustrie, dnešní severní Francie, kde pracoval s královským pokladníkem Babonem. Ten ho doporučil franskému králi Chlotarovi II. jako rádce. Podle Eligiova žáka a životopisce svatého Oudena měl králi zhotovit zlatý trůn nebo pozlatit existující trůn, (podle zkomoleného termínu to ve druhé verzi legendy bylo zlaté jezdecké sedlo "Sattel" nikoliv křeslo "Sedile"). Protože byl vynikající řemeslník a poctivý člověk, udělal z dodaného materiálu dva trůny (sedla). To udělalo na krále takový dojem, že Eligia jmenoval správcem mincovny (mincmistrem) v Marseille. Eligius se natolik osvědčil, že jej po Chlotarově smrti roku 629 jeho nástupce, král Dagobert I., učinil svým ministrem financí. Eligius provedl mincovní reformu a pozvedl finanční bilanci státu. Působil také jako kněz a diplomat. Velký respekt získal například roku 637, kdy sjednal smír francouzského krále Dagoberta s bretonským knížetem Judicaelem. Proslul svou dobročinností: získával almužny pro chudé a vykupoval ze zajetí křesťanské otroky, zejména Sasy, kteří byli hojně prodáváni na tržištích. K dobročinnosti vedl také svého žáka a učedníka, svatého Tilla. Dále založil kostely v Dunkerque nebo v Chelles a zakládal kláštery benediktinů podle irských pravidel sv. Kolumbána, a to ve svém rodném kraji v Solignacu, v Saint Loupe v Noyonu a údajně také v Paříži, kde je chrám s tímto patrociniem doložen ve 12. století na ostrově v Seině (Ile).

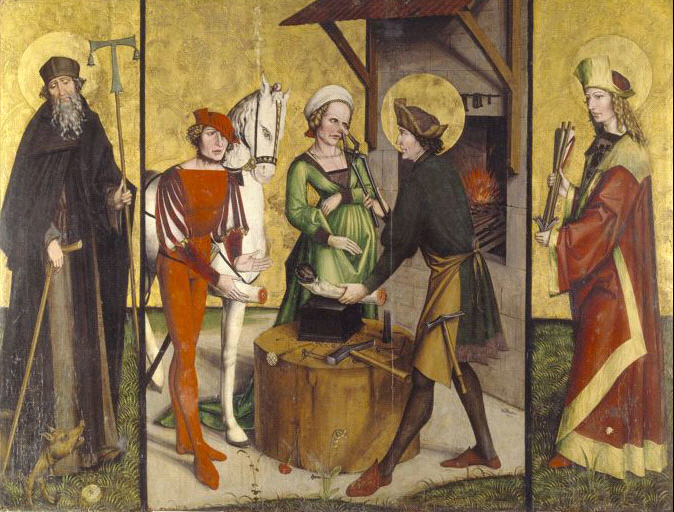
Hans Leu, Oltářní triptych z Curychu; uprostřed zázrak v kovářské dílně sv. Eligia, po stranách sv. Antonín poustevník a sv. Šebestián; kolem 1495

Po Dagobertově smrti roku 639 se Eligius snažil vymýtit simonii, prodej církevních úřadů, a roku 642 byl zvolen biskupem v Noyonu a v Tournai. Většina obyvatel pozdějších Flander byla tehdy ještě pohanská a Eligius vynaložil velké misijní úsilí, aby je pokřtil. Zakládal kláštery v kraji podél Severního moře a 1. prosince roku 659 nebo 660 zemřel. Byl pohřben v klášterním kostele benediktinského opatství St. Loupe v Noyonu. Brzy po smrti se stal populárním světcem, nejdříve v rodném kraji, díky svému prvnímu životopisci a popularizátorovi, rouenskému biskupovi svatému Ouenovi (Audenovi) († 684), který Eligia znal a byl jeho následovníkem.
1. Tato první verze legendy, známá v kraji Haute Vienne, byla během 12.–13. století převzatá a zjednodušená ve Zlaté legendě, a s ní se od 14. století šířila po Evropě, jednak díky mnišským řádům benediktinů a cisterciáků, a dále s patrociniem v bratrstvech zlatníků, kovářů a podkovářů.
2. Podle druhé verze legendy, kterou popularizoval Alexandre Dumas, pocházel Eligius ze skromných poměrů a náklady na učební obor zlatníka si rodina nemohla dovolit. Vyučil se proto kovářem a podkovářem. Pro své umění zpychl, dal si nad kovárnu vývěsní štít s označením Mistr nad mistry a všech mistrů mistr, a tím rozhněval samého Boha Otce. Ten se rozhodl Eligia potrestat, a proto poslal na Zemi Ježíše Krista, aby mstu vykonal jako Eligiův tovaryš. Ježíš Eligiovi předvedl svůj zázračný způsob okování koně, když koni nejprve uťal nohu v koleni a pak ji okovanou zase s nohou bez porušení spojil. Eligius nepochopil, že šlo o zázrak a v Kristově nepřítomnosti sám amputaci nohy zopakoval na dalším koni. Když kůň padl vysílen a nešťastný Eligius nevěděl, co počít. Objevil se Kristus a zázrak s přirostlou nohou zopakoval. Eligius pochopil svou neschopnost, vzal sekyru, rozbil svůj vývěsní štít a řekl pokorně Ježíšovi: Tys mistr a já jen tovaryš. Kristus mu odpustil a zmizel na uzdraveném koni i s jezdcem.

## Hrob a kult
Brzy po smrti začal být Eligius uctíván jako svatý muž. Jeho ostatky byly roku 1066 vyzdviženy z hrobu v opatském kostele a z větší části přeneseny na oltář do katedrály v Noyonu (tzv. translace), která byla zasvěcena svatým Medardovi a Eligiovi. Nyní jsou ostatky uloženy v novodobé tumbě před hlavním oltářem. Eligius se stal spolupatronem francouzských králů a populárním světcem, zejména ve Francii, Flandrech, Itálii a během pozdního středověku po celé západní, jižní a střední Evropě. Jeho legendu šířil kronikář Fredegar.  Hrob a ostatky světce v katedrále v Noyonu se roku 1793 staly terčem útoku francouzských revolucionářů, zlatá tumba a všechny klenoty kromě kalicha z Chelles byly zničeny, ještě hůře dopadl klášterní kostel, ten byl vypálen, zpustošen a poté zbořen. V období restaurace Bourbonů byla pořízena nová tumba.

### Relikvie
- Tělo je uctívané v novodobé válcové tumbě z 19. století, vystavené ve výklenku menzy hlavního oltáře katedrály v Noyonu. V kostele v Chelles se dochovala dřevěná gotická relikviářová paže ze 13. století, další ostatky v novodobých relikviářích jsou vystaveny v katedrále v Limoges, či v Chaptelatu. Zlatá relikviářová skříň, relikviářová paže, dva prsteny, kalich s paténou sv. Eligia, osobní předměty jako mitra, štóla, náprsní váček a náramek byly zničené za Velké francouzské revoluce.
- Do Prahy přivezl Eligiovy relikvie (část zelené sametové tkaniny z čepice a bílé hedvábné tkaniny z biskupské mitry) císař Karel IV. roku 1378 a daroval je bratrstvu (později cechu) pražských zlatníků, který si na ni po roce 1378 zhotovil relikviář v podobě křišťálové mitry se zlatou montáží. Zlatníci svůj cech pak nazývali cechem sv. Eligia a na Starém Městě pražském užívali postupně kostel sv. Martina Ve zdi a sv. Martina v Platnéřské ulici, který upravili na kapli sv. Eligia. Roku 1593 nebo 1594 byla postoupena jezuitům k výstavbě Klementina). Náhradou za ni pak v patře novostavby jezuitské koleje směli užívat kapli zimního refektáře.

25. červen se slavil jako svátek přenesení (translace) těla sv. Eligia, protože bylo pro pouť příznivější počasí než v zimě. Staroměstští zlatníci v Praze slavili tak, že každému příchozímu poutníkovi mitru vsadili na hlavu. Od roku 1876 je mitra ve sbírce Národního muzea v Praze, stejně jako celý cechovní poklad zlatníků, včetně oltářního kříže a kalicha sv. Eligia. Poklad sv. Eligia uchovávali také cechovní zlatníci ve Vídni, ti však gotické předměty předělali v době barokní.

### Úcta
- Sv. Eligius se dodnes uctívá jako patron zlatníků, klenotníků, kovářů, podkovářů a kovozpracujících řemesel vůbec, ale také mincovních řemesel, sběratelů mincí a numismatiků.
- Patron Pikardie, měst Noyon, Tournai, Limoges, Solignac, obcí Chelles a Chaptelat.
- Německá numismatická společnost (DNG) uděluje každoročně „Eligiovu cenu“ (Eligiuspreis) za zásluhy o numismatiku.

## Dílo
- Zachovalo se několik Eligiových kázání (Sermones) a české oficium s notovým záznamem.
- Knihovna Národního muzea vlastní jeden ze tří nejstarších rukopisů legendy o životě sv. Eligia ze 14. století.
- Rukopis životopisu sv. Eligia českého původu ze 2. poloviny 14. století v iluminovaném kodexu se dochoval v Knihovně města Paříže.[5]

## Památky
v Evropě (nejstarší)

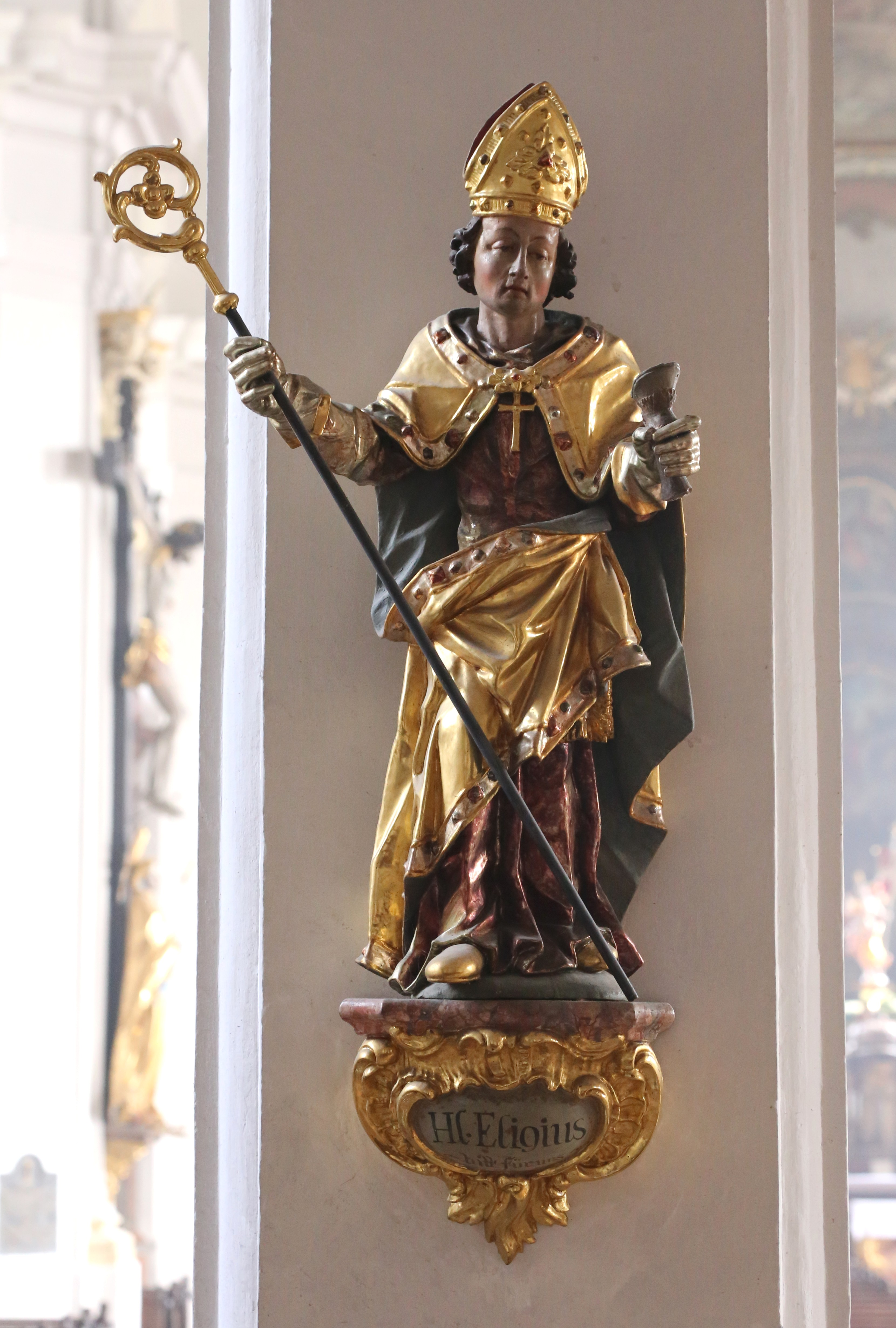
Socha sv. Eligia v chrámu sv. Mikuláše v Mühldorfu na Innu

- Dva fragmenty ze zlatého kříže francouzských králů: vrcholek s antickou kamejí, přihrádkový email, původně byl uložen v Remeši, pak v pokladu opatství v Saint-Denis u Paříže, rozlámán francouzskými revolucionáři roku 1793, fragmenty uloženy v Bibliothéque Nationale v Paříži
- Loďka na kadidlo z aventurinu ve zlaté montáži
- Relikviář s ostatky sv. Eligia před oltářem v katedrále v Noyonu: dřevěný pozlacený model chrámu se soškami sv. Eligia, Medarda a Godeberty, z roku 1830
- Relikviář v Katedrále Spasitele v Bruggách
- Reliéfy na zlaté relikviářové skříni sv. Germana (St. Germaine) v Paříži
- Hans Leu: oltářní triptych z kostela augustiniánů, kolem 1495; v muzeu v Curychu
- barokní socha v kapitule katedrály v Noyonu

v Česku
- obraz na dřevě z pozdně gotického oltáře, v Národní galerii v Praze (Šternberský palác)
- obraz na dřevě z barokního oltáře cechu pražských zlatníků, sbírka Národního muzea v Praze[6]
- Barokní nástropní freska v sále 1. patra severního křídla Národní knihovny Klementina v Praze
- sloup Nejsvětější Trojice v Kroměříži: jedna ze soch na podstavci